# De una vez
«De una vez» es una canción de la cantante estadounidense Selena Gomez. Fue lanzada el 14 de enero de 2021 a través del sello discográfico Interscope Records como el primer sencillo de su primer extended play en español, Revelación.

## Antecedentes
En diciembre de 2020, Gomez declaró que tiene «un pequeño recipiente lleno de cosas buenas por venir», y Billboard señaló que esto «podría incluir un proyecto en español». Se vieron varios murales en México, indicando los títulos de las canciones «De una vez» y «Baila conmigo», lo que generó especulaciones entre los fanáticos y los principales medios de comunicación de que Gomez lanzaría música latina pronto.
El 14 de enero de 2021, Gomez anunció el lanzamiento de «De una vez» programado para la medianoche. Más tarde ese día, ella «citó» un tuit de enero de 2011 que hacía referencia a un álbum en español que nunca se lanzó, afirmando: «Creo que valdrá la pena la espera», que es exactamente una década desde el tuit. «De una vez» es el primer sencillo oficial en español de Gomez en más de 10 años, y el segundo en general después de la versión en español de «A Year Without Rain», titulada «Un año sin lluvia», de la ex-banda Selena Gomez & the Scene. 
Es su primer trabajo en español desde «Taki Taki» con DJ Snake, Ozuna y Cardi B, y primera incursión en solitario desde el tema «Más» de su álbum recopilatorio For You. La canción tiene una duración de dos minutos y 36 segundos, y es el sencillo principal de su primer EP en español, Revelación.

## Composición y letra
Producido por Tainy, Albert Hype y Jota Rosa, «De una vez» es una canción de pop y R&B alternativo, que habla sobre la curación personal, amor, autoestima, crecimiento emocional, empoderamiento, el perdón de Gomez y el hecho de tener fuerzas a seguir adelante, lejos del pasado.

## Video musical
El video musical de la canción fue lanzado el 14 de enero de 2021, el cual estuvo dirigido por Los Pérez y desde su lanzamiento fue elogiado por su simbolismo y visuales. Recibió una nominación al Grammy Latino al mejor video musical versión corta en la entrega de los Premios Grammy Latinos 2021.
En el video, Gomez recorre muchas habitaciones en una casa mística, representando su crecimiento creativo y personal utilizando metáforas que reflexionan sobre su evolución. Se muda de un dormitorio decorado con plantas y sueños fértiles, a una habitación iluminada con lámparas, luego una cocina, y una habitación con discos de vinilo levitantes e instrumentos musicales. A lo largo del video, Gomez lleva un corazón de cristal brillante en su pecho (un objeto similar al Sagrado Corazón de Jesús), representando su resiliencia, mientras canta las letras de la canción que se centran en el amor propio y la curación. El video concluye con las palabras «Baila Conmigo...», nombre de su siguiente sencillo.

## Posicionamiento en listas
| Lista (2021)                                 | Mejor posición |
| -------------------------------------------- | -------------- |
| Canadá (Canadian Hot 100)                    | 90°            |
| Estados Unidos (Billboard Hot 100)           | 92°            |
| Estados Unidos (Billboard Global 200)        | 42°            |
| Estados Unidos (Billboard Global Excl. U.S.) | 36°            |

## Créditos y personal
Créditos obtenidos de YouTube.

### Músicos
- Selena Gomez – voz principal, composición
- Tainy – composición, producción, programación
- Jota Rosa – producción, programación
- Albert Hype – producción, programación
- Neon16 – producción
- Abner Cordero Boria – composición
- Christopher Carballo Ramos – composición
- Andrea Magiamarchi – composición
- Alejandro Borrero – composición
- Ivanni Rodríguez – composición

### Técnicos
- Serbian Ghenea – mezcla, personal de estudio
- John Hanes – ingeniería de mezcla, personal de estudio
- John Janick – A&R, personal de estudio, coordinador de producción
- Sam Riback – A&R, personal de estudio, coordinador de producción
- Vanessa Angiuli – A&R, personal de estudio, coordinador de producción
- Lex Borrero – A&R, personal de estudio, coordinador de producción
- Ivanni Rodríguez – A&R, personal de estudio, coordinador de producción
- Aleen Keshishian – personal de estudio, coordinador de producción
- Zack Morgenroth – personal de estudio, coordinador de producción
- Bart Schoudel - producción vocal, ingeniería, personal de estudio
- Chris Gehringer – ingeniería de masterización, personal de estudio
- Angelo Carretta – ingeniería, personal de estudio

## Historial de lanzamiento
| Región | Fecha               | Formato                        | Discográfica       | Ref.  |
| ------ | ------------------- | ------------------------------ | ------------------ | ----- |
| Varios | 14 de enero de 2021 | - Descarga digital - streaming | Interscope Records | [ 7 ] |